# Bernardo Mateo Sagasta
Bernardo Mateo Sagasta y Echevarría [en ocasiones figura como Echeverría] (Pontevedra, 21 de septiembre de 1866-2 de noviembre de 1937) fue un político e ingeniero español, diputado en las Cortes de la Restauración.

## Biografía
Nacido el 21 de septiembre de 1866 en Pontevedra, su padre Pedro era hermano del padre de Práxedes Mateo Sagasta, Clemente. Político liberal, fue diputado a Cortes por el distrito pontevedrés de Caldas de Reyes entre 1893 y 1923, obteniendo escaño en dicha plaza en las elecciones de 1893, 1896, 1898, 1899, 1901, 1903, 1905, 1907, 1910, 1914, 1916, 1918, 1919, 1920 y 1923.
También ejerció el cargo de subsecretario de Hacienda en 1901 y en 1905, así como desempeñó de forma interina la cartera de Hacienda entre el 31 de agosto y el 11 de septiembre de 1905, en ausencia del titular, José Echegaray.
Fue el presidente de la segunda comisión parlamentaria (la primera databa de 1922), conformada en julio de 1923 con el objetivo de emitir un dictamen sobre el Expediente Picasso. Tras el golpe de Estado de Primo de Rivera de septiembre de 1923, sustrajo del Congreso los documentos del informe y los salvaguardó hasta la llegada de la Segunda República en 1931, cuando los volvió a entregar a las Cortes.
Elegido en 1901 miembro de la Real Academia de Ciencias Exactas, Físicas y Naturales, se convirtió en miembro de pleno derecho al tomar posesión el 30 de enero de 1916. Murió el 2 de noviembre de 1937.